# Marie-Louise de Schleswig-Holstein
La princesse Marie-Louise de Schleswig-Holstein (Franziska Josepha Louise Augusta Marie Christina Helena ; 12 août 1872 - 8 décembre 1956) est une petite-fille de la reine Victoria.

## Famille
La princesse Marie-Louise est née à Cumberland Lodge, dans le Grand Parc de Windsor. Son père est le prince Christian de Schleswig-Holstein, troisième fils de Christian-Auguste de Schleswig-Holstein-Sonderbourg-Augustenbourg et de la comtesse Louise de Danneskjold-Samsøe. Sa mère est la princesse Helena, cinquième enfant et troisième fille de la reine Victoria et d'Albert de Saxe-Cobourg-Gotha. Elle est baptisée le 18 septembre 1872. Son parrain est François-Joseph Ier d'Autriche et sa marraine est la reine de Hanovre Marie de Saxe-Altenbourg.
Ses parents résident au Royaume-Uni, et la princesse est considérée comme un membre de la famille royale britannique. Avec le mandat royal du 15 mai 1867, les enfants du prince et de la princesse Christian de Schleswig-Holstein sont titrés « Altesse ». Par conséquent, la princesse Marie-Louise est titrée Son Altesse la princesse Marie-Louise de Schleswig-Holstein dans le Royaume-Uni. Elle est connue pour sa famille comme « Louie ».
Elle est une demoiselle d'honneur en 1885 au mariage de sa tante maternelle, la princesse Béatrice, avec Henri de Battenberg .

## Mariage
Le 6 juillet 1891, la princesse Marie-Louise épouse le prince Aribert d'Anhalt (18 juin 1866 - 24 décembre 1933) à la chapelle Saint-Georges au château de Windsor . Il est le troisième fils de Frédéric Ier d'Anhalt, et de la princesse Antoinette de Saxe-Altenbourg. Le cousin de Marie-Louise, l'empereur allemand Guillaume II, a joué un rôle important dans l'organisation de la rencontre.
Le mariage, cependant, est malheureux et sans enfants. Aribert est homosexuel et, peut-être après qu'il a été surpris au lit avec un homme , le mariage est annulé, le 13 décembre 1900 par son père. La princesse Marie-Louise, en visite officielle au Canada à l'époque, retourne immédiatement en Grande-Bretagne . Selon ses mémoires, elle considère ses vœux de mariage comme obligatoires, de sorte qu'elle ne s'est jamais remariée.

## Activités de charité et de patronages
Après l'annulation de son mariage, la princesse Marie-Louise se consacre à des organisations caritatives et au patronage des arts. Elle inspire la création de la Maison de poupées de la reine Mary pour mettre en valeur le travail des artisans britanniques. Elle crée le club de jeunes filles à Bermondsey qui a servi d'hôpital pendant la Première Guerre mondiale. Elle est également active dans les soins infirmiers à Windsor. Elle prend part à toutes les cérémonies officielles de la famille royale, y compris les couronnements et les funérailles, et est traitée comme une princesse de sang royal lors d'événements tels que le couronnement de Georges VI , et celui d'Elizabeth II .

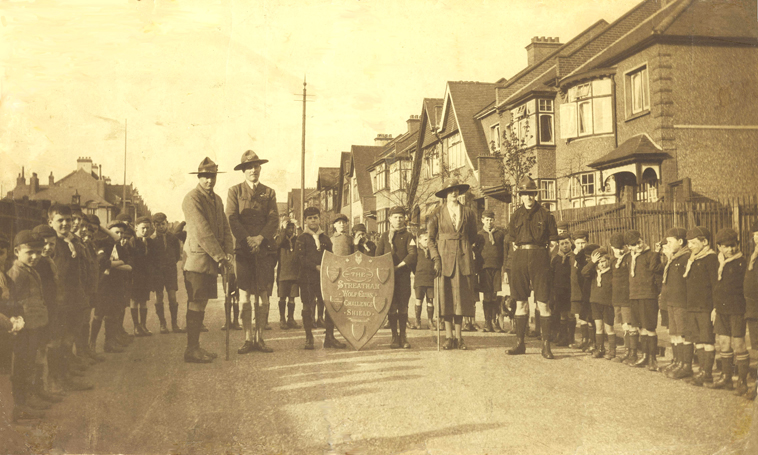
Marie-Louise rencontrant les Cub Scouts en 1919.

En 1919, le Loup de la meute de la 4e Streatham Groupe Scout, rencontre la princesse Marie-Louise lors de sa visite à Streatham, au Sud de Londres. Le groupe fournit une garde d'honneur de sa visite à Streatham. Elle est tellement impressionnée par le groupe et leurs normes élevées, qu'elle déclare le groupe comme étant le sien, et il depuis connu comme le « 4e Streatham Mer Groupe Scout (Princesse Marie-Louise) ».

## Première Guerre mondiale
En juillet 1917, lorsque George V change le nom de la maison de Saxe-Cobourg et Gotha en maison Windsor, il ordonne également à ses nombreux cousins sujets britanniques de cesser l'utilisation de leur titres allemands. La princesse Marie-Louise et sa sœur, célibataire, la princesse Hélène-Victoria, deviennent simplement « HH la princesse Marie-Louise » et « HH la princesse Hélène-Victoria », en leur donnant l'étrange particularité d'être princesses mais pas, apparemment, les membres d'une famille royale. Cette approche se distingue de celle acceptée par George V pour d'autres parents, qui renoncent à tous les titres et font l'acquisition de titres de noblesse britannique.
La princesse Marie-Louise assiste à quatre sacres dans l'abbaye de Westminster, ceux d'Édouard VII et Alexandra de Danemark en 1901 ; de George V et de Mary de Teck en 1911 ; de George VI et Elizabeth Bowes-Lyon en 1937 et d'Élisabeth II en 1953. En 1956, elle publie ses mémoires, Mes Souvenirs de Six Règnes. Elle meurt à son domicile de Londres, 10 Fitzmaurice Place, Berkeley Square, quelques mois plus tard et est enterrée au cimetière royal de Frogmore (en) au Grand Parc de Windsor.

## Titulature et distinctions

### Titulature
- 1872-1891 : Son Altesse la princesse Marie-Louise de Schleswig-Holstein
- 1891-1900 : Son Altesse la princesse Aribert d'Anhalt [7]
- 1900-1917 : Son Altesse la princesse Marie-Louise de Schleswig-Holstein [8]
- 1917-1956 : Son Altesse la princesse Marie-Louise

### Distinctions
- CI : dame de l'ordre de la Couronne d'Inde
- GBE : dame grand-croix de l'ordre de l'Empire britannique (1919)
- GCVO : dame grand-croix de l'ordre royal de Victoria (1953)